# Julia Stowers
Julia Gray Stowers, nach Heirat Julia Dilworth (* 18. März 1982 in Knoxville, Tennessee), ist eine ehemalige Schwimmerin aus den Vereinigten Staaten. Sie gewann eine Goldmedaille bei Olympischen Spielen und eine Silbermedaille bei Panamerikanischen Spielen.

## Karriere
Julia Stowers schwamm für den Pilot Aquatic Club in Knoxville.
1999 bei den Panamerikanischen Spielen in Winnipeg gewann Stowers mit der 4-mal-200-Meter-Freistilstaffel die Silbermedaille hinter den Kanadierinnen. Über 200 Meter Freistil und über 400 Meter Freistil belegte sie den vierten Platz.
Im Jahr darauf bei den olympischen Schwimmwettbewerben 2000 in Sydney erreichte die 4-mal-200-Meter-Freistilstaffel der Vereinigten Staaten mit Samantha Arsenault, Julia Stowers, Kim Black und Diana Munz das Finale mit der schnellsten Vorlaufzeit. Im Endlauf schwammen Samantha Arsenault, Diana Munz, Lindsay Benko und Jenny Thompson fast vier Sekunden schneller als die Vorlaufstaffel und gewannen vor den Australierinnen und den Deutschen, die ebenfalls beide schneller als die US-Vorlaufstaffel waren. Auch die Schwimmerinnen, die nur im Staffelvorlauf eingesetzt wurden, erhielten bei der Siegerehrung eine Medaille.
Julia Stowers besuchte nach ihrer Olympiateilnahme die University of Tennessee und machte später einen Abschluss in Jura an der University of Memphis. Danach war sie über zehn Jahre als Juristin in Memphis tätig, bevor sie nach Cleveland im Bundesstaat Mississippi zog.